# جيب وتدي

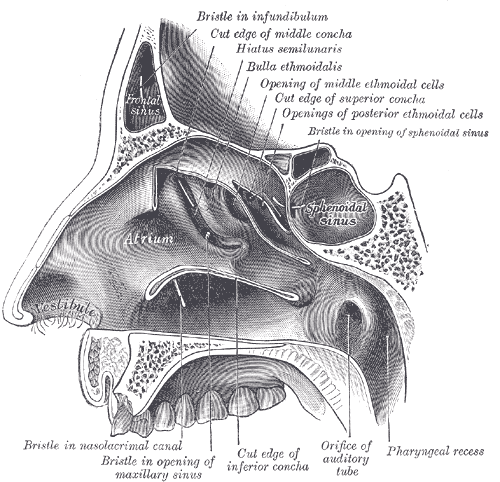
الجيب الوتدي وجوف الأنف

الجيب الوتدي (بالإنجليزية: Sphenoidal sinus)‏ أحد الجيوب جانب الأنفية والذي يقع ضمن جسم العظم الوتدي. حجمه متبدل وقد يمتد إلى داخل جذر الناتئ الجناحي والجناح الكبير للعظم الوتدي وكذلك القسم القاعدي للعظم القذالي.

## الأبعاد
الأبعاد التقريبية للجيب الوتدي هي: الارتفاع 2.2 سم، العرض 2 سم، والعمق 2.2 سم.

## النزح
ينفتح الجيب الوتدي على الردب الوتدي الغربالي عبر فتحة في الجدار الأمامي للجيب.

## المجاورات
يتجاور الجيب الوتدي مع العديد من التراكيب الهامة وهي :
- في الأعلى: التصالبة البصرية والغدة النخامية.
- في الأمام: جوف الأنف.
- في الخلف: الجسر المخيخي والشريان القاعدي.
- في الأسفل: جوف الأنف والبلعوم الأنفي.
- في الوحشي: الجيب الكهفي والشريان السباتي الباطن والعصب العيني والعصب الفكي العلوي.

## التعصيب
يتم تعصيب مخاطية الجيب الوتدي عبر العصب الغربالي الخلفي وعبر الفروع الحجاجية للعقدة الجناحية الحنكية.